# Takeru Yuzuki
Takeru Yuzuki (japanisch 柚木 武 Yuzuki Takeru; * 22. September 1998 in der Präfektur Tochigi) ist ein japanischer Tennisspieler.

## Karriere
Auf der ITF Junior Tour war Yuzuki nicht aktiv. Bei den Profis spielte Yuzuki ab 2019 zunächst, dann ab 2022 regelmäßig – vor allem auf der drittklassigen ITF Future Tour und im Doppel. Im Einzel gewann er nur einmal Punkte für die Tennisweltrangliste, während er im Doppel 2022 seine ersten zwei Future-Titel gewann und das Jahr auf Rang 577 abschloss. Mit dem Halbfinaleinzug in Matsuyama war er erstmals auch auf der höher dotierten ATP Challenger Tour erfolgreich. 2023 gewann Yuzuki drei weitere Futures. Sein Debüt auf der ATP Tour gab Yuzuki im Oktober 2023 in Tokio. Obwohl er mit seinem Partner Seita Watanabe eigentlich schon in der Qualifikation verloren hatten, rückten sie als Lucky Loser ins Hauptfeld nach, wo sie gegen die späteren Finalisten Jamie Murray und Michael Venus verloren. Mit Platz 361 stand er in der Doppelrangliste im Oktober so hoch wie noch nie.

## Erfolge
| Legende (Anzahl der Siege) |
| Grand Slam                 |
| ATP Finals                 |
| ATP Tour Masters 1000      |
| ATP Tour 500               |
| ATP Tour 250               |
| ATP Challenger Tour (3)    |

### Doppel

#### Turniersiege
| Nr. | Datum            | Turnier      | Belag     | Partner        | Finalgegner                            | Ergebnis  |
| --- | ---------------- | ------------ | --------- | -------------- | -------------------------------------- | --------- |
| 1.  | 27. April 2024   | Concepción   | Sand      | Seita Watanabe | Patrick Harper David Stevenson         | 6:4, 7:66 |
| 2.  | 31. August 2024  | Zhangjiagang | Hartplatz | Kaichi Uchida  | Francis Alcantara Pruchya Isaro        | 6:1, 7:5  |
| 3.  | 9. November 2024 | Matsuyama    | Hartplatz | Seita Watanabe | Nicolas Moreno de Alboran Jose Statham | 6:4, 6:3  |